# Categoria econômica
Categorias são atividades econômicas vinculadas diretamente a um determinado sindicato, e por ele representadas nas negociações e dissídios coletivos e/ou individuais.
As categorias são divididas em profissional e econômica.
As categorias econômicas congregam os empregadores, dos setores econômicos das indústrias, dos bancos, dos comércios, etc. São os representantes patronais.
Existem diversos setores de atividades econômicas nas quais as categorias estão inseridas, como os industriais e comerciais, havendo em cada um deles várias subdivisões, como indústria alimentícia, metalúrgica, comércio, hoteleiro, entre outras. 
Por exemplo, para a categoria econômica da construção civil, existe o sindicato das indústrias da construção civil, e para a categoria profissional, existe o sindicato dos trabalhadores na indústria da construção civil, ou seja, o sindicato patronal e laboral de cada uma delas. Há uma correspondência entre categorias econômicas e categorias laborais, originária do chamado enquadramento sindical.
Não se deve confundir categoria com profissão, que são conceitos distintos. Por exemplo, pedreiro é uma profissão, mas se este profissional for contratado aos serviços de uma indústria têxtil, pertencerá à categoria dos têxteis, devido à atividade preponderante da mesma.
Porém, algumas profissões são consideradas por lei, categorias diferenciadas, e terão o seu próprio sindicato. 
É o caso dos engenheiros que, reúnem todos os profissionais de uma determinada base territorial. (art. 511 da CLT), assim, um engenheiro contratado para uma indústria metalúrgica, para exercer este cargo, será filiado ao sindicato dos engenheiros, e não ao sindicato dos metalúrgicos.